# 1979 MP4
1979 MP4 är en asteroid i huvudbältet som upptäcktes den 25 juni 1979 av de båda amerikanska astronomerna Eleanor F. Helin och Schelte J. Bus vid Siding Spring-observatoriet.
Asteroiden har en diameter på ungefär 3 kilometer.